# A Night Out With The Backstreet Boys
A Night Out With The Backstreet Boys es el primer concierto unplugged realizado por Backstreet Boys el 28 de marzo de 1998 y grabado por Viva TV en Colonia, Alemania. Fue lanzado en primera instancia en formato VHS que además incluía un CD con selecciones del concierto, posteriormente fue remasterizado y lanzado en formato DVD, la canción promocional del concierto era “Who Do You Love” la cual no fue incluida en el álbum Backstreet's Back, también incluye una composición de Brian Littrell “Where Can We Go From Here?” que tampoco fue incluida en dicho álbum. La versión más completa que se puede encontrar de “Let’s Have A Party” aparece en el CD “Selections From A Night Out With The Backstreet Boys” la cual fue reformada y adaptada para el concierto por Brian Littrell, A.J. McLean y Jonathan Morant.

## Listado de canciones VHS/DVD
1. Who Do You Love
2. As Long As You Love Me
3. 10.000 Promises
4. That’s What She Said/Where Can We Go From Here? (Brian Littrell)
5. Lay Down Beside Me (A.J. McLean)
6. I Need You Tonight (Nick Carter)
7. My Heart Stays With You (Howie D.)
8. Kevin’s Solo (Untitled)
9. Like A Child
10. All I Have To Give
11. If I Don’t Have You/I'll Never Break Your Heart
12. Quit Playing Games (With My Heart)
13. Let's Have A Party
14. All I Have To Give (Music Video) [Version Europea]
15. I'll Never Break Your Heart (Music Video) [Version USA]

## Listado de canciones CD
1. 10.000 Promises
2. That's What She Said/Where Can We Go From Here?
3. Like A Child
4. All I Have To Give
5. If I Don't Have You/I'll Never Break Your Heart
6. Let's Have A Party
7. Fragmentos Previos de Millennium: The One [First Version]/Show Me The Meaning Of Being Lonely/I Need You Tonight

- Datos: Q3281758